# Karim Saïdi
Pour les articles homonymes, voir Saïdi.
Ne doit pas être confondu avec Karim Saidi (acteur).
Karim Saïdi (arabe : كريم سعيدي), né le 24 mars 1983 à Tunis, est un footballeur international tunisien actif au poste de défenseur de 2001 à 2014.

## Biographie

### Clubs
À l'âge de dix ans, il rejoint le Club africain, l'un des plus importants clubs de Tunisie.
En 2004, il est transféré au Feyenoord Rotterdam à la suite des conseils de son collègue Hatem Trabelsi et signe un contrat jusqu'en 2008. Durant sa première saison, il est régulièrement sélectionné et joue trente matchs dans le cadre du championnat néerlandais.
À la recherche d'un club, il revient dans son club initial en signant un contrat d'une durée d'un an et demi. En juin 2009, il signe un contrat de deux ans au Tours FC. Le 25 septembre, il fait sa première apparition sous ses nouvelles couleurs contre Ajaccio en rentrant à la 79e minute à la place du Brésilien Júlio Santos. Après deux ans au sein du club tourangeau, il est laissé libre au mois de juin 2011.
Le 5 juillet 2011, il signe en Belgique, dans le club de K Lierse SK.

### Sélection nationale
Il fait ses débuts au sein de l'équipe nationale contre le Maroc en octobre 2003.
En 2005, Saïdi perd sa place au sein de l'équipe de Tunisie. Déterminé à participer à la coupe du monde 2006, il part jouer au US Lecce (Série A) le 31 janvier 2006. Il joue à neuf reprises et gagne ainsi sa place pour la coupe du monde.

## Palmarès
- Tunisie
  - Coupe d'Afrique des nations
    - Vainqueur : 2004 (2 matchs).

## But international
|    | Date            | Lieu                                | Adversaire | Résultat | Compétition  |
| -- | --------------- | ----------------------------------- | ---------- | -------- | ------------ |
| 1. | 17 janvier 2004 | Stade du 7-Novembre, Tunis, Tunisie | Bénin      | 2-1      | Match amical |

## Carrière
| Saison      | Club                | Pays               | Championnat        | Coupes nationales | Coupes d’Afrique/Europe | Sélection Tunisie |
| ----------- | ------------------- | ------------------ | ------------------ | ----------------- | ----------------------- | ----------------- |
| 2003 - 2004 | Club africain       | Ligue I            | ?                  | ?                 | ?                       | 8 matchs / 1 but  |
| 2004 - 2005 | Feyenoord Rotterdam | Eredivisie         | 30 matchs / 1 but  | 3 matchs          | 6 matchs (C3)           | 3 matchs          |
| 2005 - 2006 | Feyenoord Rotterdam | Eredivisie         | 4 matchs           | -                 | -                       | 2 matchs          |
| 2005 - 2006 | US Lecce            | Série A            | 9 matchs           | -                 | -                       | 3 matchs          |
| 2006 - 2007 | Feyenoord Rotterdam | Eredivisie         | 12 matchs          | 2 matchs          | 3 matchs (C3)           | -                 |
| 2007 - 2008 | Feyenoord Rotterdam | Eredivisie         | -                  | -                 | -                       | -                 |
| 2007 - 2008 | Sivasspor           | Süper Lig          | 13 matchs          | -                 | -                       | -                 |
| 2008 - 2009 | Club africain       | Ligue I            | 5 matchs           | -                 | -                       | -                 |
| 2009 - 2010 | Tours FC            | Ligue 2            | 17 matchs          | 3 matchs          | -                       | -                 |
| 2010 - 2011 | Tours FC            | Ligue 2            | 31 matchs / 2 buts | 1 match           | -                       | 2 matchs          |
| 2011 - 2012 | Lierse SK           | Jupiler Pro League | -                  | -                 | -                       | -                 |

Dernière mise à jour le 6 juillet 2011